# Брус Тим
Брус Уолтър Тим (на английски: Bruce Walter Timm; роден на 5 февруари 1961 г.) е американски дизайнер на персонажи, аниматор и продуцент, както и сценарист и художник на комикси, най-добре познат със съсъздаването на модерните анимационни продукти на „ДиСи Комикс“.

## Кариера

### Анимация
Ранната кариера на Тим е многообразна. Той започва работа във Filmation. Също така е работил за редица работодатели, включващи Ралф Бакши и Дон Блут Пръдакшънс и прави опит да си намери работа в Марвел Комикс и ДиСи Комикс, но без успех. През 1988 г. Тим работи в DiC по „Истинските ловци на духове“ за един сезон, а през 1989 г. се присъединява към Warner Bros.
В Warner Тим работи върху „Приключенията на дребосъците“. Обаче той е известен с последвалата си работа по анимационните серии, базирани на различните супергерои на ДиСи Комикс, наричани Анимационната вселена на ДиСи. Заедно с неговия колега от „Приключенията на дребосъците“, Ерик Радомски, Тим съсъздава и продуцира „Батман: Анимационният сериал“, чиято премиера е на 5 септември 1992 г., а след това съсъздава и продуцира „Супермен: Анимационният сериал“ с премиера 6 септември 1996 г., „Новите приключения на Батман“ с премиера 13 септември 1997 г., и „Батман от бъдещето“ с премиера 10 януари 1999 г. Той също така е продуцент на анимационния филм „Батман от бъдещето: Завръщането на Жокера“, след което създава и продуцира анимационната версия на „Лигата на справедливостта“, чийто дебют е на 17 ноември 2001 г. Този сериал продължава под името „Лигата на справедливостта без граници“. Тим е също изпълнителният продуцент на „Малките титани“.
През 2013 г. той работи с режисьора на „Човек от стомана“ Зак Снайдър по създаването на късометражен филм за 75-годишнината на Супермен.
През 2014 г. излиза „Батман: Странни дни“. Това е късометражен филм по случай 75-годишнината на Батман и представя една от първите появи на Хюго Стрейндж в комиксите.
Въпреки че Тим обикновено не работи като актьор, той съпровожда гласовете на някои от персонажите, в анимационните серии, в които е замесен. Появите му включват епизода от „Батман: Анимационният сериал“ – „Пази се от Сивия призрак“, озвучавайки вманиячения собственик на магазина за играчки, себе си в епизода от „Новите приключения на Батман“ – „Празнични рицари“, както и в изрязаната сцена на погребението на Дан Търпин в епизда от „Супермен: Анимационният сериал“ – „Завещание, втора част“ и също лидера на бантадата на Жокерите в „Батман от бъдещето“. Има малки роли във филмите „Зеления фенер: Първи полет“ и „Батман: Под червената качулка“.

### Комикси
През 1994 г. Тим и Пол Дини печелят наградата Айзнър за единичната история „Луда любов“ в „Приключенията на Батман“. Следващата година Тим печели наградата за празничното издание на същата поредица, заедно с Дини, Рони дел Кармен и други.

## Личен живот
Женен е и има една дъщеря.